# Sjukhuskyrkan, Sunderbyn
Sjukhuskyrkan vid Sunderby sjukhus är en kyrkolokal i Sunderby sjukhus i Luleå kommun, i Nederluleå församling, Luleå stift. Kyrkan är ett samarbete mellan Svenska kyrkan och frikyrkorna.